# Atementspannung
Atementspannung ist eine Entspannungstechnik, bei der durch bewusstes, tiefes und langsames Ein- und Ausatmen körperliche Entspannung herbeigeführt werden soll. Die Methode ist sehr einfach anzuwenden und wird vor allem als Mittel gegen Stress empfohlen. Sie gehört zu den Methoden des so genannten Biofeedback und hat Gemeinsamkeiten mit autogenem Training, der Atemmeditation und dem im Yoga praktizierten Pranayama.